# Computer Online Forensic Evidence Extractor
Computer Online Forensic Evidence Extractor (abgekürzt COFEE) ist ein forensisches Framework, welches von der Firma Microsoft entwickelt wurde. Es soll Strafverfolgungsbehörden helfen, Beweise von windowsbasierten Computern zu extrahieren. Es arbeitet bei der Sicherstellung automatisiert und hat Hilfsprogramme für Dokumentation und Aufbereitung der zu erstellenden Berichte beiliegend.
Microsoft stellt das Programm und Unterstützung kostenfrei für US-amerikanische und kanadische Strafverfolgungsbehörden bereit.